# Viktor Ziernfeld
Viktor Ziernfeld, slovenski gozdarski inženir, * 20. julij 1883, Kneža, † 31. oktober 1942, Bistrica ob Dravi.

## Življenje in delo
Oče mu je bil gozdni čuvaj Janez, mati mu je bila Neža (rojena Kolenc). Gimnazijo je obiskoval v Gorici, kjer je 1904 maturiral in leta 1910 diplomiral na dunajski Visoki šoli za kmetijstvo in gozdarstvo (Hochschule für Bodenkultur) kjer je 1914 opravil tudi strokovni izpit iz gozdarstva in lovstva. Leta 1910 je stopil v državno službo in bil do 1912 gozdarski tehnik pri sekciji za urejanje hudournikov v Innsbrucku (izpostava v Tridentu, sedaj Trento), do 1915 gozdarski pripravnik pri Gozdni direkciji v Gorici. Nato je bil kot uslužbenec Narodne vlade za Slovenijo upravitelj gozdarskega veleposestva Snežnik na Notranjskem, od 1920 vodja državne gozdarske uprave na Bledu, 1925 postal gozdarski svetnik in v.d. direktorja Gozdne direkcije v Ljubljani. Leta  1929 je bil premeščen na bansko upravo v Ljubljani in postal gozdarski nadsvetnik.
Od konca 1930 je bil ravnatelj novoustanovljene državne nižje gozdarske šole v Mariboru in jo vodil do pomladi 1941, ko so jo Nemci ukinili. Na šoli je organiziral pouk in internat za gojence, zbiral in izpopolnjeval učila in predmete za šolski muzej. Pod njegovim vodstvom je šola priredila več tečajev za gozdne in lovske čuvaje, leta 1940 tudi gozdni tečaj za podčastnike. Objavil je več strokovnih člankov in razprav v raznih časopisih kot npr.: Nekaj o divji kozi (1924), Kratek prispevek k spoznavanju ruševca (1934), Državna nižja gozdarska šola v Mariboru (1931), Navodila za podiranje gozdnega drevja (1931) ter v knjigah Gozdarstvo v Sloveniji (1923, prispevek Gozdi verskega zaklada v okolišu blejske gozdne uprave) in Pola stoljeća šumarstva (Zagreb, 1926, prispevek Lastna režija državne gozdne uprave v Sloveniji).